# Говард, Генри, 2-й граф Эффингем
Генри Говард, 2-й граф Эффингем (англ. Henry Howard, 2nd Earl of Effingham; 23 августа 1806 — 5 февраля 1889) — британский пэр и член парламента. Он носил титул учтивости — лорд Говард с 1837 по 1845 год.

## Происхождение и образование
Родился 23 августа 1806 года. Старший сын генерала Кеннета Говарда, 1-го графа Эффингема (1767—1845), от его первого брака с леди Шарлоттой Примроуз (1776—1864), дочерью Нила Примроуза, 3-го графа Розбери (1729—1814). Он получил образование в школе Харроу.

## Военная и политическая карьера
Генри Говард получил звание прапорщика 58-го (Ратлендшир) пехотного полка 21 июля 1825 года и лейтенанта 14 мая 1826 года. 9 ноября 1830 года он стал капитаном 10-го (Северный Линкольн) пехотного полка, оставив свой пост 29 ноября 1833 года.
Он был избран в Палату общин от Шефтсбери в 1841 году и занимал это место до 1845 года, когда он сменил своего отца в графстве и вошёл в Палату лордов. 17 февраля 1845 года он был назначен заместителем лейтенанта Уилтшира, а 14 марта 1853 года — заместителем лейтенанта Западного райдинга Йоркшира.

## Семья
18 августа 1832 года лорд Эффингем женился на Элизе Драммонд (ок. 1811 — 27 февраля 1894), дочери генерала сэра Гордона Драммонда и Маргарет Рассел. У них было несколько детей:
- Достопочтенный Бланш Элиза Говард (16 июня 1834—1840).
- Леди Мария Говард (3 августа 1835 — 14 января 1928)
- Генри Говард, 3-й граф Эффингем (7 февраля 1837 — 4 мая 1898)
- Капитан Достопочтенный Фредерик Чарльз Говард (21 июня 1840 — 26 октября 1893), в 1871 году женился на леди Констанс Элеоноре Кэролайн, дочери Джорджа Финч-Хаттона, 11-го графа Уинчилси:
  - Гордон Говард, 5-й граф Эффингем (1873—1946).
  - Капитан Достопочтенный Элджернон Джордж Моубрей Фредерик Говард (15 сентября 1874 — 7 мая 1950)
- Леди Элис Говард (8 марта 1843 — 27 ноября 1932)
- Достопочтенный Кеннет Говард (14 июня 1845 — 21 января 1903), клерк министерства иностранных дел.

Он умер в феврале 1889 года в возрасте 82 лет, и ему наследовал графство его старший сын Генри. Графиня Эффингем умерла в феврале 1894 года.